# Rue Prieur-de-la-Marne
La rue Prieur-de-la-Marne  est une voie de la commune de Reims, située au sein du département de la Marne, en région Grand Est.

## Situation et accès
Elle appartient administrativement au Cernay Jamin - Jean Jaurès - Épinettes.

## Origine du nom
Elle porte ce nom en hommage au conventionnel Pierre-Louis Prieur.

## Historique
Ancienne « rue Haute-Saint-André » elle prend sa dénomination actuelle en 1903.

## Bâtiments remarquables et lieux de mémoire

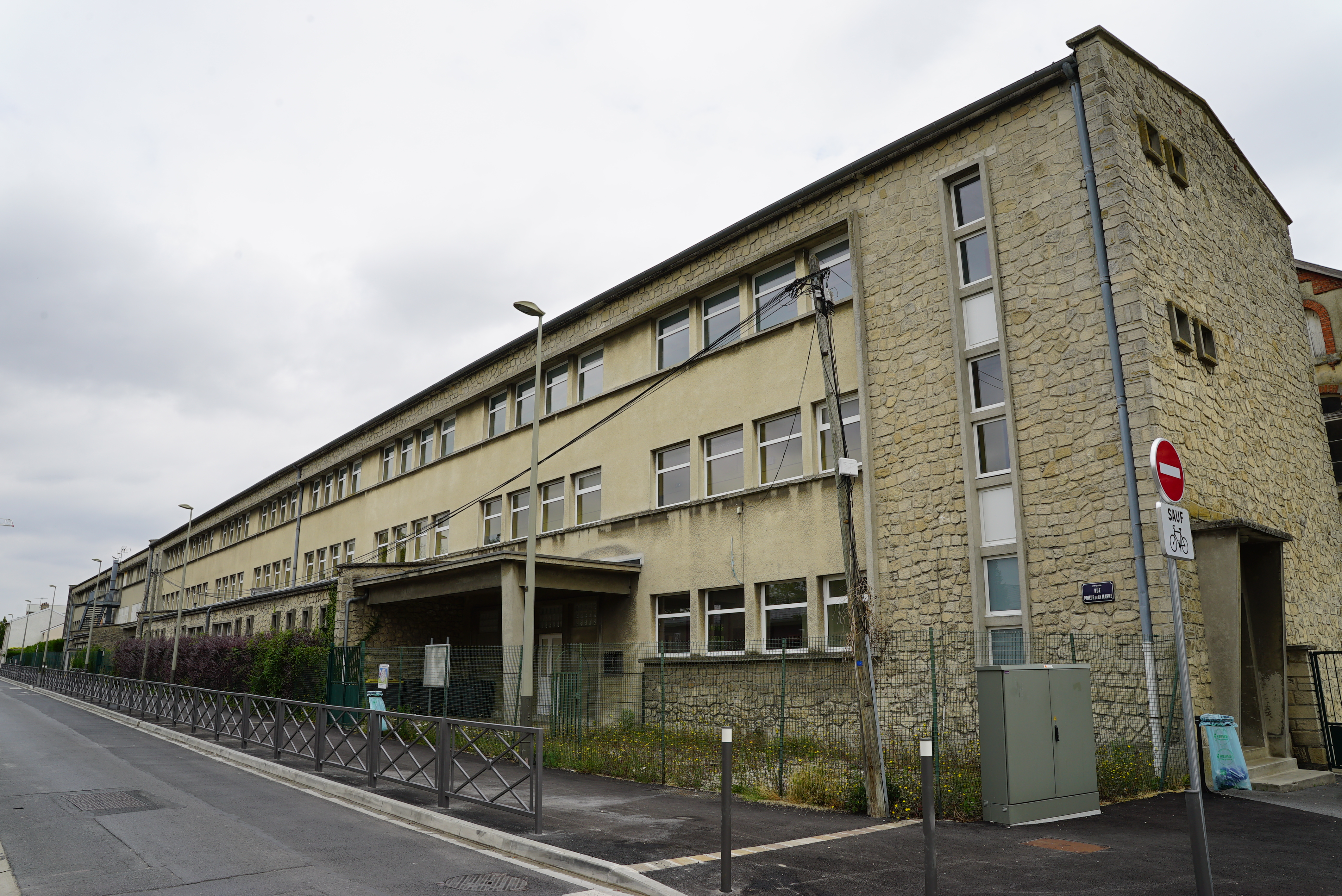
Ecole primaire.
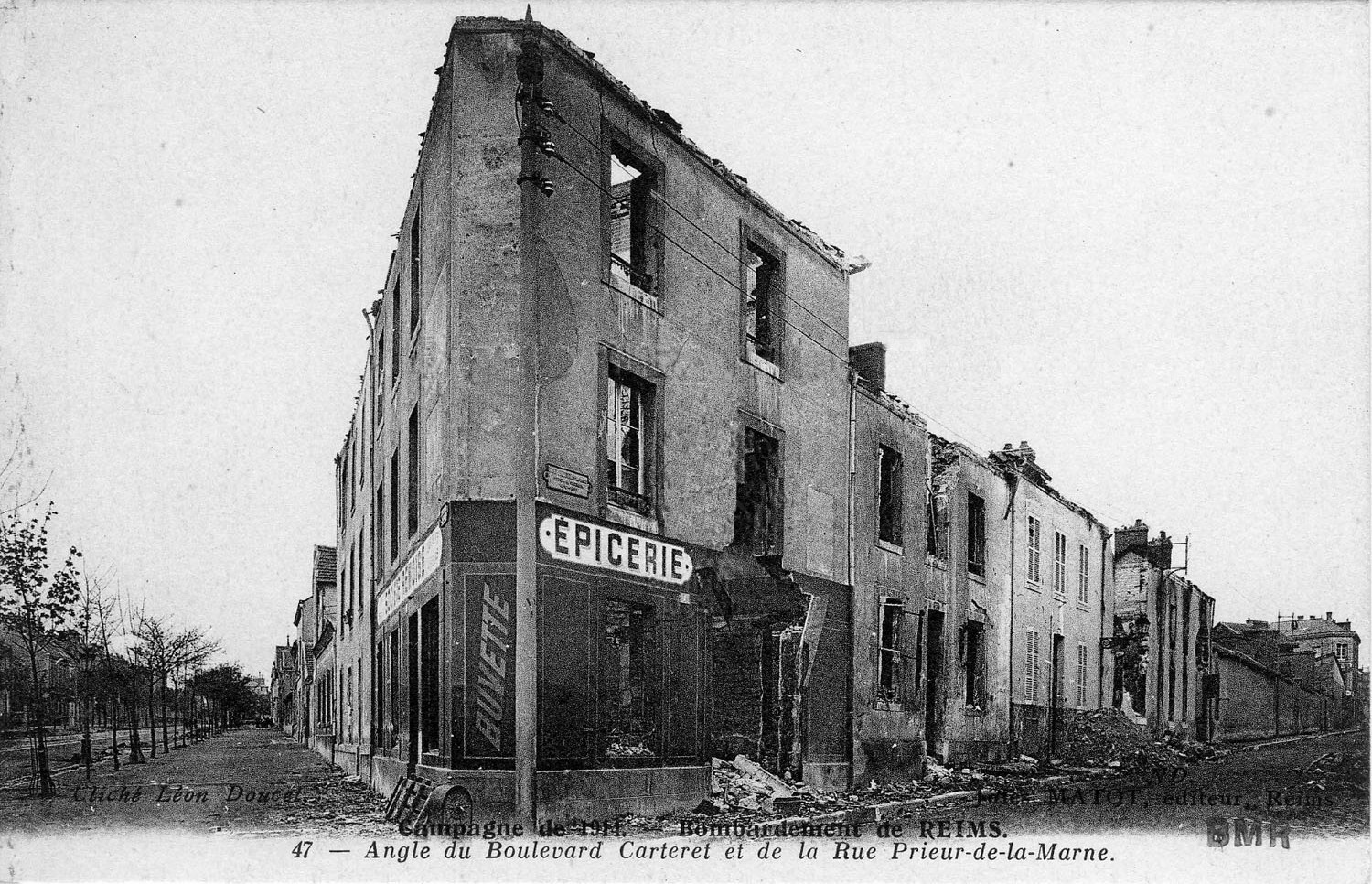
Destructions de la Grande Guerre.
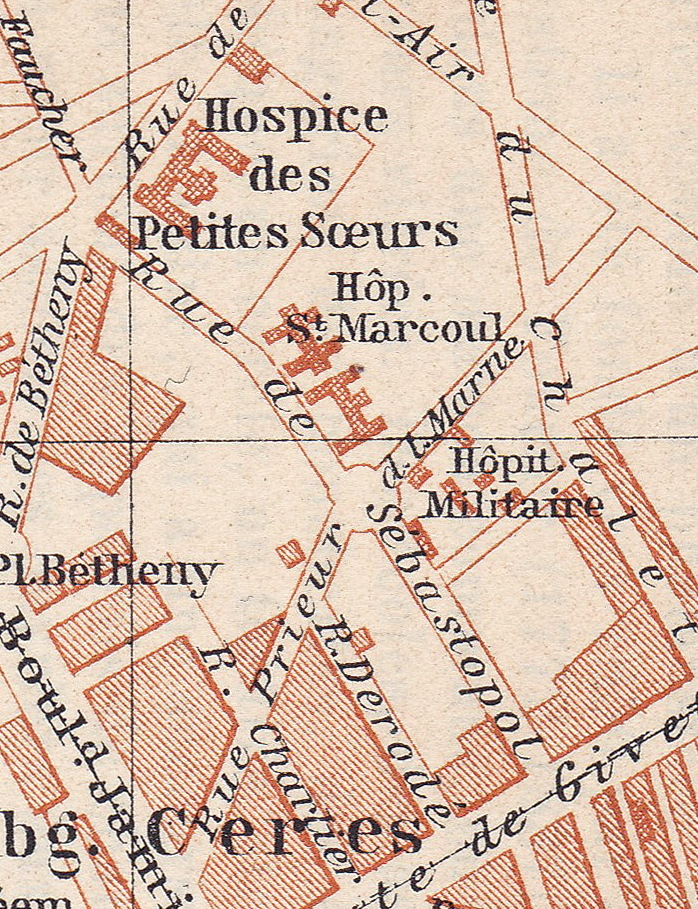
en 1908.